# Paulsilvella
Paulsilvella, rod crvenih algi iz porodice Lithophyllaceae. Taksonomski je priznat kao zaseban rod, a pripadaju mu dvije vrste morskih alga, od kojih je jedna fosilna.
Fosilna vrsta je iz Mauricijusa, a iz vremena kasnog pleistocena, P. antiqua, prvi puta je opoisana kao Lithothrix antiqua G.F.Elliott.
Rod je opisan 2002. godine.

## Vrste
1. †Paulsilvella antiqua (G.F.Elliott) Woelkerling, Sartoni & Boddi
2. Paulsilvella huveorum Woelkerling, Sartoni & Boddi